# Maghiarii din Serbia
Maghiarii din Serbia sunt a doua cea mai mare grupă etnică din țară (fără Kosovo). După recensământul din 2011, acolo erau 253.899 de maghiari etnici compunând 3,5% din populația Serbiei. Majoritatea dintre ei trăiesc în Voivodina, unde se numără 251.136 sau 13% din populația provinciei.

## Demografie
Listă de comunități maghiare din Voivodina
| District      | Nume maghiar     | Populație | Nr. maghiari | % maghiari |
| ------------- | ---------------- | --------- | ------------ | ---------- |
| Kanjiža       | Magyarkanizsa    | 25,343    | 21,576       | 85,14      |
| Zenta         | Zenta            | 23,316    | 18,441       | 79,09      |
| Ada           | Ada              | 16,991    | 12,75        | 75,04      |
| Bačka Topola  | Topolya          | 33,321    | 19,307       | 57,94      |
| Mali Iđoš     | Kishegyes        | 12,031    | 6,486        | 53,91      |
| Čoka          | Csóka            | 11,398    | 5,661        | 49,67      |
| Bečej         | Óbecse           | 37,351    | 17,309       | 46,34      |
| Subotica      | Szabadka         | 141,554   | 50,469       | 35,65      |
| Novi Kneževac | Törökkanizsa     | 11,269    | 3,217        | 28,55      |
| Temerin       | Temerin          | 28,287    | 7,46         | 26,37      |
| Srbobran      | Szenttamás       | 16,317    | 3,387        | 20,76      |
| Žitište       | Begaszentgyörgy  | 16,841    | 3,371        | 20,02      |
| Novi Bečej    | Törökbecse       | 23,925    | 4,319        | 18,05      |
| Nova Crnja    | Magyarcsernye    | 10,272    | 1,819        | 17,71      |
| Sečanj        | Torontálszécsány | 13,267    | 1,691        | 12,75      |
| Kikinda       | Nagykikinda      | 59,453    | 7,27         | 12,23      |
| Sombor        | Zombor           | 85,903    | 9,874        | 11,49      |
| Plandište     | Zichyfalva       | 11,336    | 1,28         | 11,29      |
| Apatin        | Apatin           | 28,929    | 3,102        | 10,72      |
| Zrenjanin     | Nagybecskerek    | 123,362   | 12,35        | 10,01      |
| Kovačica      | Antalfalva       | 25,274    | 2,522        | 9,98       |
| Kovin         | Kevevára         | 33,722    | 3,001        | 8,90       |
| Kula          | Kúla             | 43,101    | 3,412        | 7,92       |
| Irig          | Ürög             | 10,866    | 762          | 7,01       |
| Bač           | Bács             | 14,405    | 958          | 6,65       |
| Vrbas         | Verbász          | 42,092    | 2,464        | 5,85       |
| Titel         | Titel            | 15,738    | 822          | 5,22       |
| Novi Sad      | Újvidék          | 307,76    | 12,637       | 4,11       |

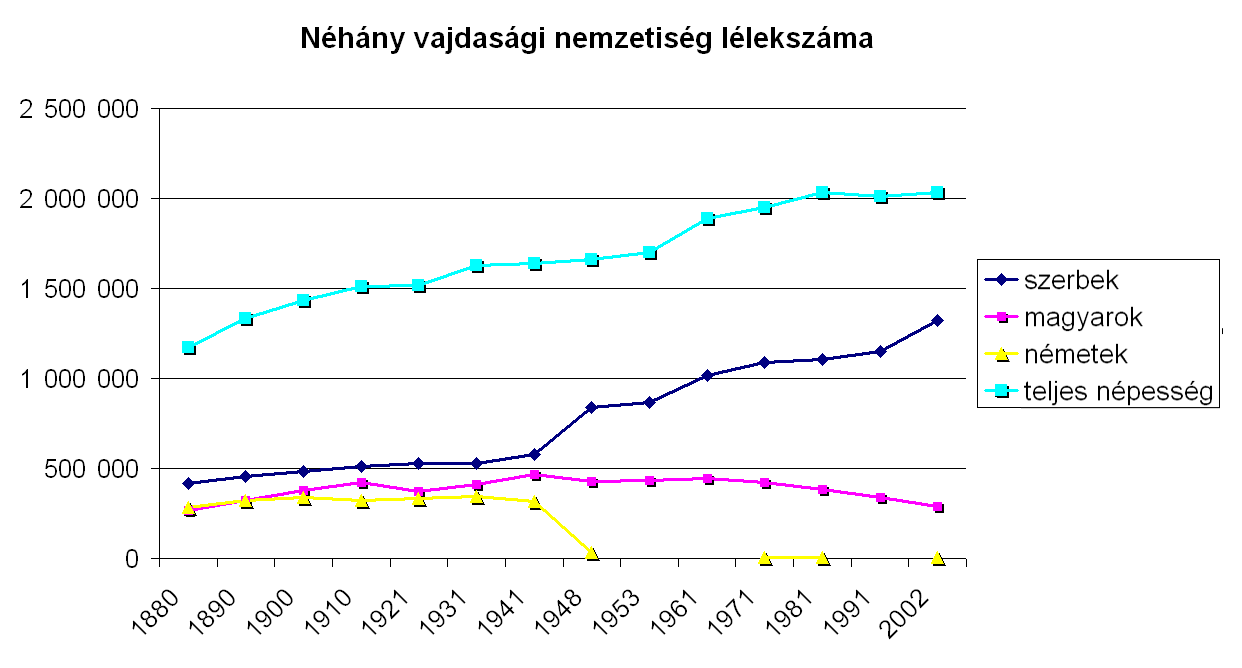
Evoluția grupurilor etnice din Voivodina

Evoluția numerică a Maghiarilor din Serbia
| An   | Maghiari | %     |
| ---- | -------- | ----- |
| 1921 | 365.982  | 6,46% |
| 1931 | 413.000  | 7,27% |
| 1948 | 433.701  | 6,64% |
| 1953 | 441.907  | 6,33% |
| 1961 | 449.587  | 5,88% |
| 1971 | 430.314  | 5,09% |
| 1981 | 390.468  | 4,19% |
| 1991 | 343.942  | 4,24% |
| 2002 | 293.299  | 3,91% |
| 2011 | 253.899  | 3,53% |

Maghiarii sunt concentrați în zona nordică a Voivodinei, însă sunt prezenți în toată Voivodina și orașul Belgrad.

## Limbă

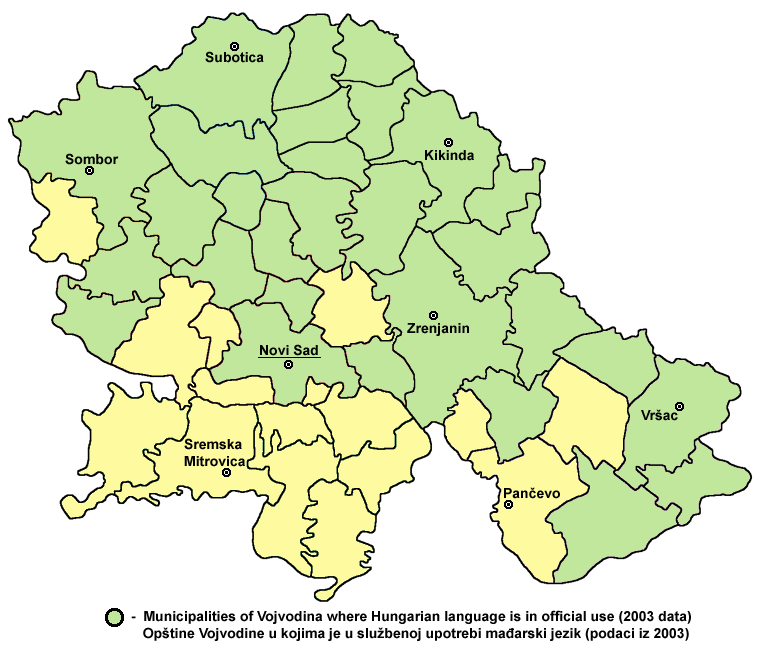
Municipiile în culoare verde au limba maghiară oficială

Maghiarii din Serbia pot fi considerați bilingvi deoarece vorbesc atât Limba maghiară cât și Limba sârbă cu alfabet latin. Ei vorbesc același dialect pe care îl vorbesc maghiarii din Județul Ciongrad, însă se simte o influență de slavizare. O parte dintre ei vorbesc și Limba croată.
- Limba maghiară este una dintre cele 6 limbi oficiale ale provinciei Voivodina, fiind oficială în municipiile cu 15% populație maghiară.
- În Serbia există școli, licee cu predare în limba maghiară în localitățile în care maghiara este oficială și o facultate din Universitatea din Novi Sad este cu predare în limba maghiară.

## Religie

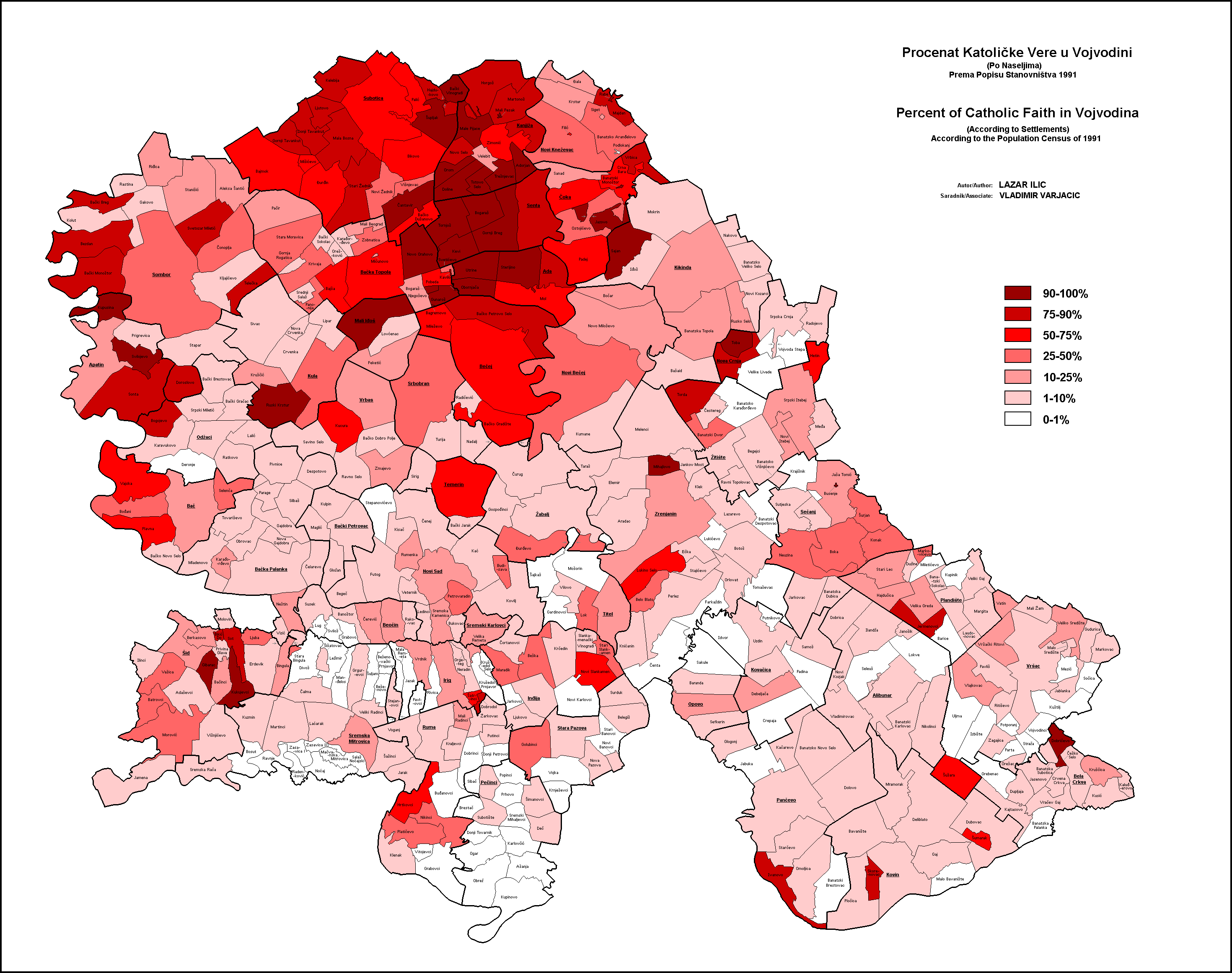
Harta ponderii catolicilor În Voivodina

Majoritatea  maghiarilor din Serbia catolici, însă există și o minoritate protestantă, în principal Calviniști.

## Istorie

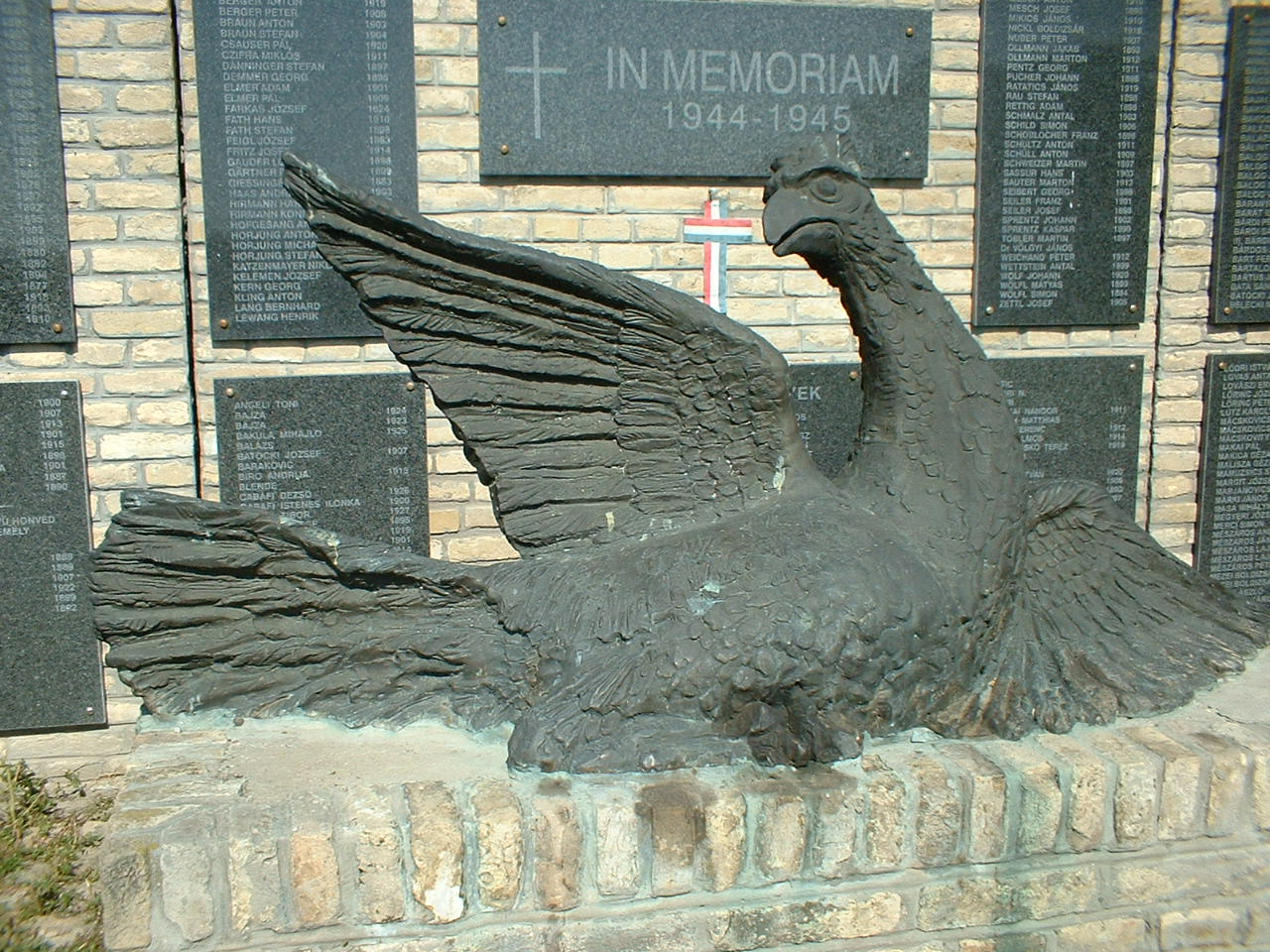
Monument Memorialistic Al Victimelor Maghiare din Subotica

- În perioada medievală provincia Voivodina și orașul Belgrad au făcut parte din Regatul Ungariei, timp în care regiunile au devenit majoritar maghiare.
- După Bătălia de la Mohács Voivodina a fost împărțită între pașalâcurile de la: Buda, Timișoara și Eger. În regiune stabilindu-se slavi sudici din cauza presiunilor otomane.
- În perioada Habsburgică Voivodina devenise un mozaic etnic locuit în egală măsură de maghiari, șvabi dunăreni și sârbo-croați, existând și minorități de români, ruteni, slovaci, bunjevci și altele.
- În perioada Austro-Ungară au fost colonizați șvabi și secui bucovineni, iar populația slavă crescuse de asemenea. După Primul Război Mondial, prin Tratatul de la Trianon regiunile: Voivodina (locuită de 425.672 adică 28.1% din populația regiunii), Slavonia (locuită de 121.000 de maghiari adică 3.5%), Fiume (locuită de 6.493 adică 13% din populația regiunii) și Prekmurje (locuită de 14.065 adică 15.2% din populația regiunii)  au fost cedate Regatului Iugoslaviei.
- În perioada interbelică mulți maghiari rămași înafara graniței au emigrat în Ungaria, Suedia sau SUA.
- În Al Doilea Război Mondial Ungaria Hortystă a participat la Invadarea Iugoslaviei recăpătând regiunea Bácska, iar Banatul Sârbesc căpătase un regim special. Sub dominația axei 19.573 de sârbi, romi și evrei au fost uciși, apărând divergențe între comunitățile slave și cele germane și maghiare. De asemenea a fost uciși și membri partidului comunist care erau în proporție de 90% maghiari, astfel numărul victimelor maghiare depășind numărul celor sârbe.
- În 1944 Armata Roșie a ocupat regiunea și a reîncorporat-o Iugoslaviei. Maghiarii și germanii din regiune au căzut victima unor epurări comuniste deoarece colaboraseră cu Axa. Conform estimărilor între 40.000[30] și 50.000[31]  de maghiari fuseseră executați. Casele maghiarilor au fost jefuite,[32] multe femei și minori de etnie maghiară au fost violați,[33] iar o parte din populația capabilă de lucru a fost deportată în gulagule din Siberia.[34] De asemenea mare parte a bărbaților fuseseră înrolați în armata Iugoslavă.
- După război numărul maghiarilor a scăzut constant din cauza ratei slabe a natalității și emigrării.
- Situația maghiarilor din Iugoslavia a început să se amelioreze o dată cu regimul lui Iosip Broz Tito, acesta a dat ocazia maghiarilor a înființat autonomia Voivodina, el a dat ocazia maghiarilor să-și mențină în viață cultura și limba, înființându-se școli și instituții culturale în limba maghiară. Totuși regimul socialist a distrus în mare parte sentimentul național maghiar.
- O dată cu izbucnirea Războaielor Iugoslave un val imens de maghiari au părăsit Iugoslavia. Un al motiv al emigrării era lipsa locurilor de muncă și economia distrusă a Iugoslaviei. Deși situația era pașnică în Voivodina. locuitorii Voivodinei s-au simțit amenințați aflându-se în apropierea frontului Războiului de Independență al Croației. Locuințele maghiarilor ce au emigrat, au fost donate refugiaților din fostele republici Iugoslave. Numărul maghiarilor scăzând de la 340.946 (16.9%) în 1991, la 290.207 (14.28%) în 2002. Pe finalul războiului (mai mult între 2004-2005) maghiarii au resimțit discriminări din partea sârbilor, care se temeau de o posibilă declarare a independenței Voivodinei sprijinită de Ungaria.

## Politică

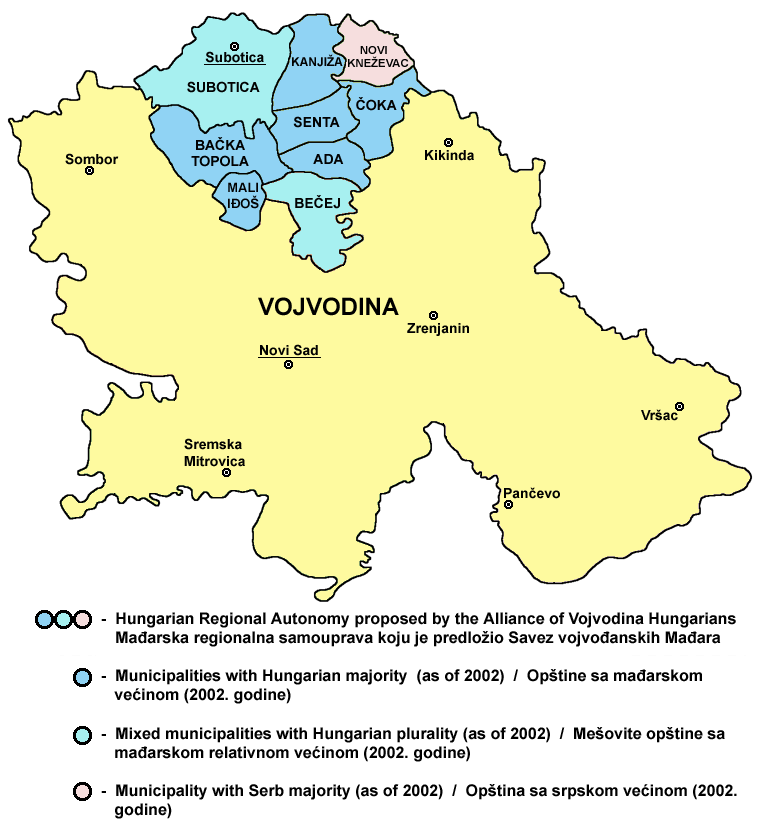
Harta propusei Autonomi Regionale Maghiare

Principalul obiectiv politic al maghiarilor din Serbia este crearea Autonomia Regionala Maghiară. Parlamentul ungar a decis, in mai 2010 să acorde cetățenie maghiară, maghiarilor din diaspora. Până în 2013, 76.652 de cetățeni ai Serbiei obținut cetățenie maghiară.
În Serbia există 5 partide maghiare:
- Uniunea Maghiarilor din Voivodina, condusă de István Pásztor
- Uniunea Democrată A Maghiarilor din Voivodina, condusă de Áron Csonka
- Partidul Democratic al Maghiarilor din Voivodina, condus de András Ágoston
- Uniunea Civică a Maghiarilor din Voivodina, condusă de László Rác Szabó
- Mișcarea Speranței Maghiare, condusă de Bálint László

## Cultură

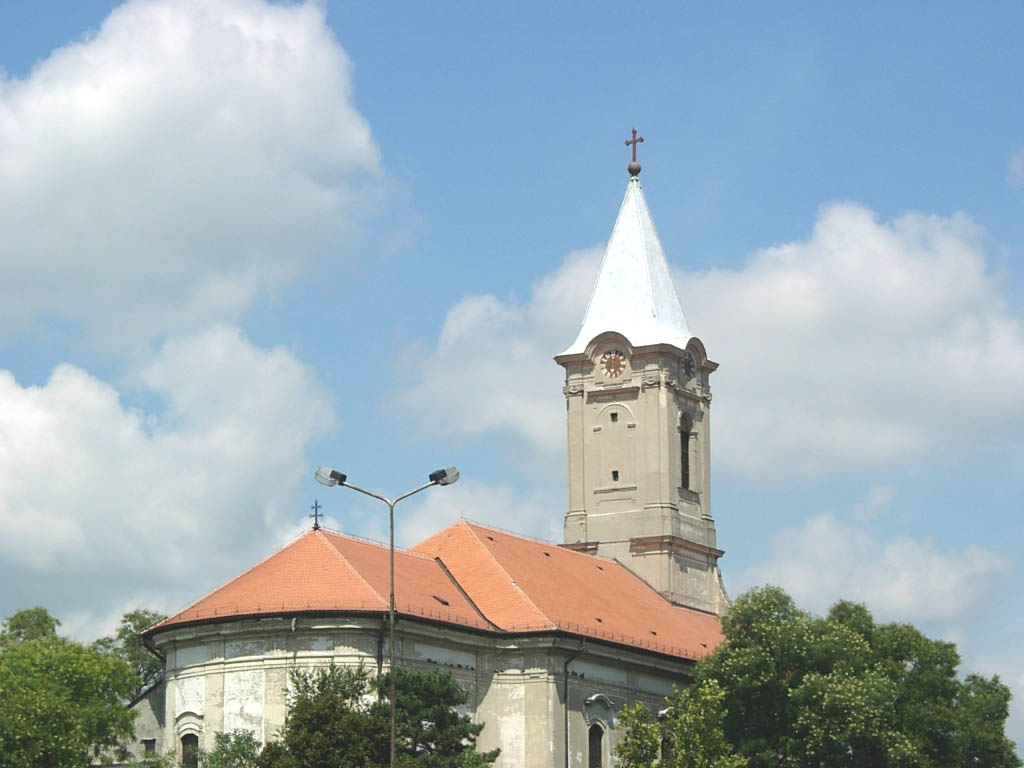
Biserica Romano-Catolică maghiară din Čoka

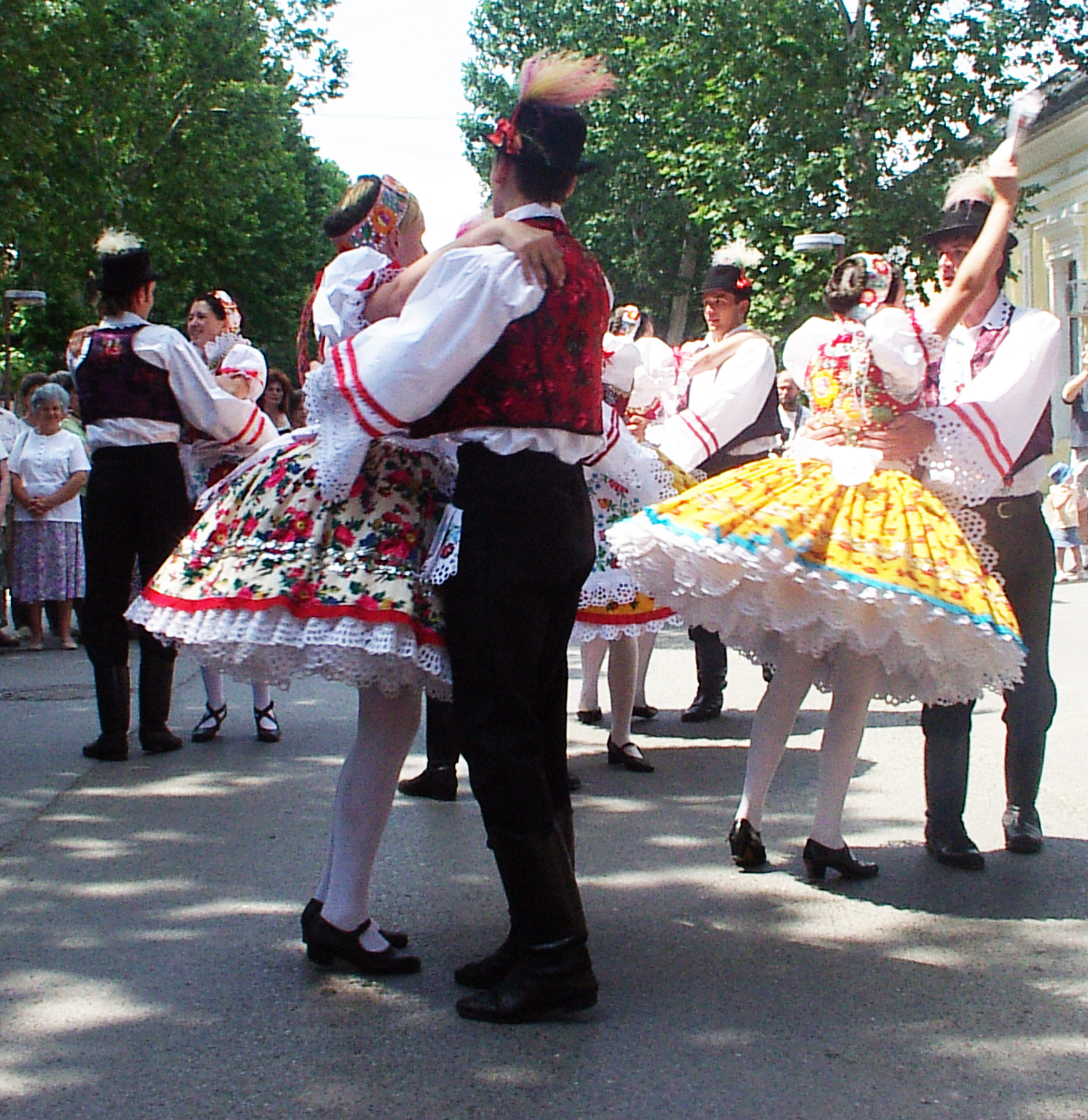
Csárdás în Doroslovo

- Magyar Szó, cotidian în limba maghiară din Subotica.
- Radioteleviziunea Voevodina, post local în 10 limbi, ce prezintă zilnic emisiuni radio și tv în limba maghiară.

### Personalități

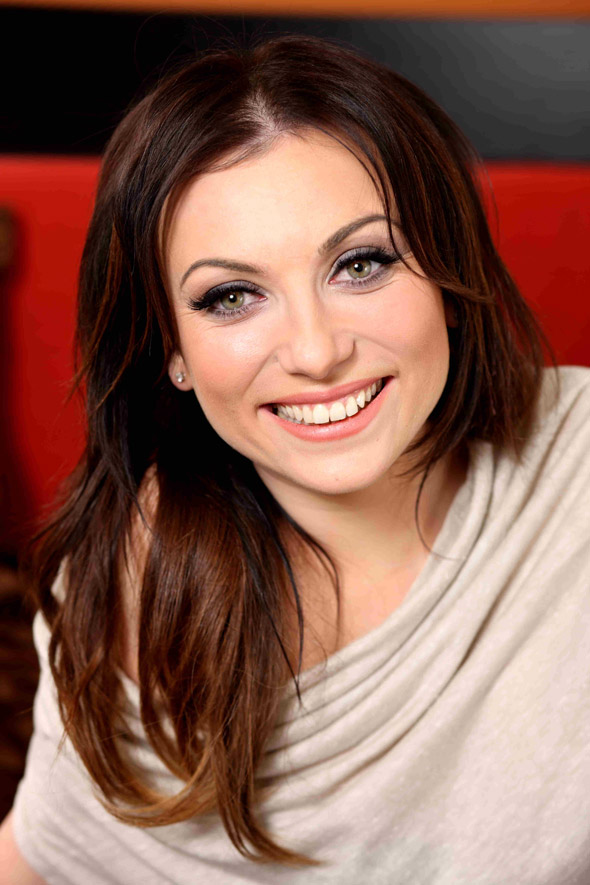
Cântăreața Rúzsa Magdolna este originară din Vrbas

- Géza Csáth, medic, scriitor maghiar.
- Zoltán Dani, fost colonel al armatei Iugoslave ce a doborât un F-117 Nighthawk în Războiul din Kosovo.
- József Kasza, politician, fostul lieder al Uniunea Maghiarilor din Voivodina.
- Mihály Kertész, politician, un apropiat și om de încredere al lui Slobodan Milošević, pe parcursul anilor 1990.
- Dezső Kosztolányi, renumit scriitor maghiar.
- Félix Lajkó, violonist și compozitor.
- Péter Lékó, mare maestru al Șahului.
- Sylvester Levay, compozitor maghiar.
- Gyula Mester, Campion olimpic la volei
- László Moholy-Nagy, pictor și fotograf, profesor remarcabil al școlii Bauhaus
- István Pásztor, politician, lieder al Uniunea Maghiarilor din Voivodina.
- Eva Ras, actriță, scriitoare, pictoriță
- Magdolna Rúzsa, cântăreață, câștigătoarea sezonului 3 al Megasztár (Hungarian Idol), reprezentă a Ungariei la Concursul Muzical Eurovision 2007
- Mónika Szeles, fostă campioana mondială la tenis feminin.
- Árpád Sterbik, campion mondial la handbal.
- Csaba Szilágyi, înotător olimpic.
- Zsombor Kerekes, jucător la Echipa națională de fotbal a Ungariei
- László Rátgéber, antrenor de baschet
- József Holpert, campion mondial la handball.
- Tibor Madjar, Premiat cu Oscar (2014)  pentru Autodesk Mudbox
- László Német (n. 1956), arhiepiscop de Belgrad și cardinal